# Mlekarevo, Sliven
Mlekarevo (în bulgară Млекарево) este un sat în comuna Nova Zagora, regiunea Sliven,  Bulgaria. 

## Demografie
Componența etnică a satului Mlekarevo
     Bulgari (94,02%)
     Romi (1,19%)
     Nicio identificare (4,77%)
     Altele (0%)
La recensământul din 2011, populația satului Mlekarevo era de 670 locuitori. Din punct de vedere etnic, majoritatea locuitorilor (94,02%) erau bulgari, cu o minoritate de romi (1,19%). Pentru 4,77% din locuitori nu este cunoscută apartenența etnică.